# Michael Bauer
Michael Bauer (16 de maig del 1980 a Viena, Àustria - Wachau, Àustria, 13 de setembre de 2015) era un científic biomèdic, furoner i activista. Va aprendre a respondre a les preguntes que es plantejava investigant a través de dades massives i, després d'adonar-se que aquesta pràctica és necessària en altres camps del coneixement, va unir-se a l'Open Knowledge Foundation i treballa a la School of Data.
Bauer vivia a Viena i treballava com a processador de dades a l'Open Knowledge Foundation, principalment a la School of Data. Després d'Investigar en l'àrea de la biomedicina, va començar a interessar-se a la problemàtica de les dades massives, el seu emmagatzematge i la seva interpretació. Durant un temps va defensar la llibertat en l'era digital, fent del processament de dades la seva passió. Michael Bauer va estudiar la medicina de l'any 1999 al 2007 a la Medizinische Universität Wien. Va graduar-se com a doctor en medicina amb la tesi Gender Differences in Post-MI Remodeling. Com a estudiant, va ser membre de la comissió d'ètica sobre l'experimentació animal de la seva universitat.
Després de graduar, Bauer va treballar com investigador científic al camp biomedicali particularment la recerca cardiovascular. L'any 2008 va continuar la seva formació a l'hospital universitari Brigham and Women's Hospital a Boston. Des del 2012, treballa com a processador de dades a l'Open Knowledge Foundation a Viena.
El 2011 va afiliar-se a l'Austrian Working Group on Data Retention (Grup de Treball d'Àustria sobre l'emmagatzematge de dades). (AKVorrat.at) Va col·laborar amb campanyes i peticions contra l'emmagatzament de dades proposat per la Unió Europea i aprovat pel parlament d'Àustria. Critica que l'emmagatzament indiferenciat de tots els ciutadans, sense que hi hagi una sospita fundada, és una infracció contra el principi de la presumpció d'innocència. Promou el desenvolupament d'eines per a facilitar el periodisme de dades, per tal de facilitar la seva interpretació dins la multitud de dades disponibles.